# スカイラー・エンク
スカイラー・エンク（Schuyler Colfax "Sky" Enck、1900年1月25日- 1970年11月1日）は、アメリカ合衆国の陸上競技選手である。彼は1924年に開催されたパリオリンピックの男子800メートル走で銅メダルを獲得した。

## 経歴
ペンシルベニア州コロンビアの生まれ。彼は1924年に開催されたパリオリンピックの男子800メートル走アメリカ合衆国代表に選出された。
パリオリンピックの男子800メートル走は、24の国から50名の選手が出場して1924年7月6日（予選）、7月7日、7月8日（準決勝と決勝）の日程で実施された。選手たちは8つの組に分かれて予選を競い、各組上位3名が準決勝に進むこととなっていた。エンクは予選2組で1分58秒6の記録で3位に入り、準決勝に進んだ。
準決勝は予選を通過した24名の選手が3つの組に分かれて競い、各組上位3名が決勝に勝ち進むことになっていた。エンクは準決勝3組で1分57秒6の記録を出して2位となり、決勝に進んだ。
決勝にはアメリカ合衆国代表4名を含む9人の選手が出場した。エンクはイギリス代表のダグラス・ロウ（1分52秒4）、スイス代表のパウル・マルティン（1分52秒6）に続いて1分53秒0の記録で3位となり、銅メダルを獲得した。その後、1970年にペンシルベニア州ハリスバーグで死去している。